# Colobinae
Le Colobine (Colobinae Jerdon, 1867), o scimmie mangiafoglie, sono una sottofamiglia di scimmie catarrine appartenente alla famiglia dei Cercopitecidi. Comprendono 61 specie suddivise in 11 generi. 
Una classificazione divide le scimmie colobine in due tribù, mentre un'altra in tre gruppi. Entrambe le classificazioni inseriscono i tre generi africani Colobus, Piliocolobus e Procolobus in un unico gruppo, il cui carattere distintivo è il pollice mozzo (dal greco κολοβόςkolobós = "mozzato"). I vari generi asiatici sono collocati in due gruppi.
L'analisi del DNA mitocondriale conferma che le specie asiatiche formano due gruppi distinti, quello dei langur e quello delle specie "dal naso strano", mentre gli entelli hanno caratteristiche proprie e alcuni autori li considerano una genere a sé stante, mentre altri lo collocano saldamente all'interno del gruppo dei langur.

## Caratteristiche
Le colobine sono primati di medie dimensioni dotate di lunghe code (tranne il langur dalla coda di maiale) e una gran variazione di colore della pelliccia. La colorazione di quasi tutti i giovani differisce notevolmente da quella degli adulti.
La maggior parte delle specie sono arboree, sebbene alcune conducano una vita perlopiù terrestre. Si possono trovano in molti habitat diversi di diverse zone climatiche (foreste pluviali, mangrovie, foreste di montagna e savane), tranne che nei deserti e in altre aree aride. Vivono in gruppi familiari che possono arrivare a contare decine di individui, ma la struttura del gruppo varia da specie a specie.
Le colobine sono folivore, anche se la loro dieta può comprendere anche fiori, frutti e occasionalmente insetti e piccoli vertebrati. Per favorire la digestione, in particolare delle foglie difficili da digerire, hanno stomaci complessi e dotati di più camere, che li rendono gli unici primati con fermentazione dell'intestino crasso. Per fare ciò utilizzano dei batteri per disintossicare i composti vegetali prima che raggiungano l'intestino, dove vengono assorbite le tossine. La fermentazione è anche associata a una maggiore estrazione di proteine e ad un'efficiente digestione delle fibre; è la forma dominante di digestione in diversi taxa erbivori, tra cui la maggior parte degli Artiodattili (ad esempio cervi, bovini, antilopi), bradipi e canguri. Al contrario, le scimmie urlatrici del Nuovo Mondo si affidano alla fermentazione dell'intestino posteriore, che si verifica più in basso nel colon o nel cieco, proprio come nei cavalli e negli elefanti. A differenza dell'altra sottofamiglia di scimmie del Vecchio Mondo, i Cercopithecinae, non possiedono tasche guanciali.
La gestazione dura in media dai 6 ai 7 mesi. I giovani vengono svezzati a circa un anno e raggiungono la maturità sessuale dai 3 ai 6 anni. La loro aspettativa di vita è di circa 20 anni.

## Tassonomia
Colobinae è divisa in due tribù, Colobina che comprende i generi africani, e Presbytina che comprende i generi asiatici. Sulla base dei reperti fossili, le tribù si sono divise tra i 10 e i 13 milioni di anni fa. La tribù Colobina comprende tre generi, i colobi bianco-nero, i colobi rossi e colobi olivastri, tutti presenti in Africa. I Presbytina asiatici comprende sette generi divisi in due cladi, il gruppo "dal naso strano" e il gruppo dei langur.
- Famiglia Cercopithecidae[1][2]
  - Sottofamiglia Colobinae
    - Tribù Colobini
    - Gruppo Africano
      - Genere Colobus

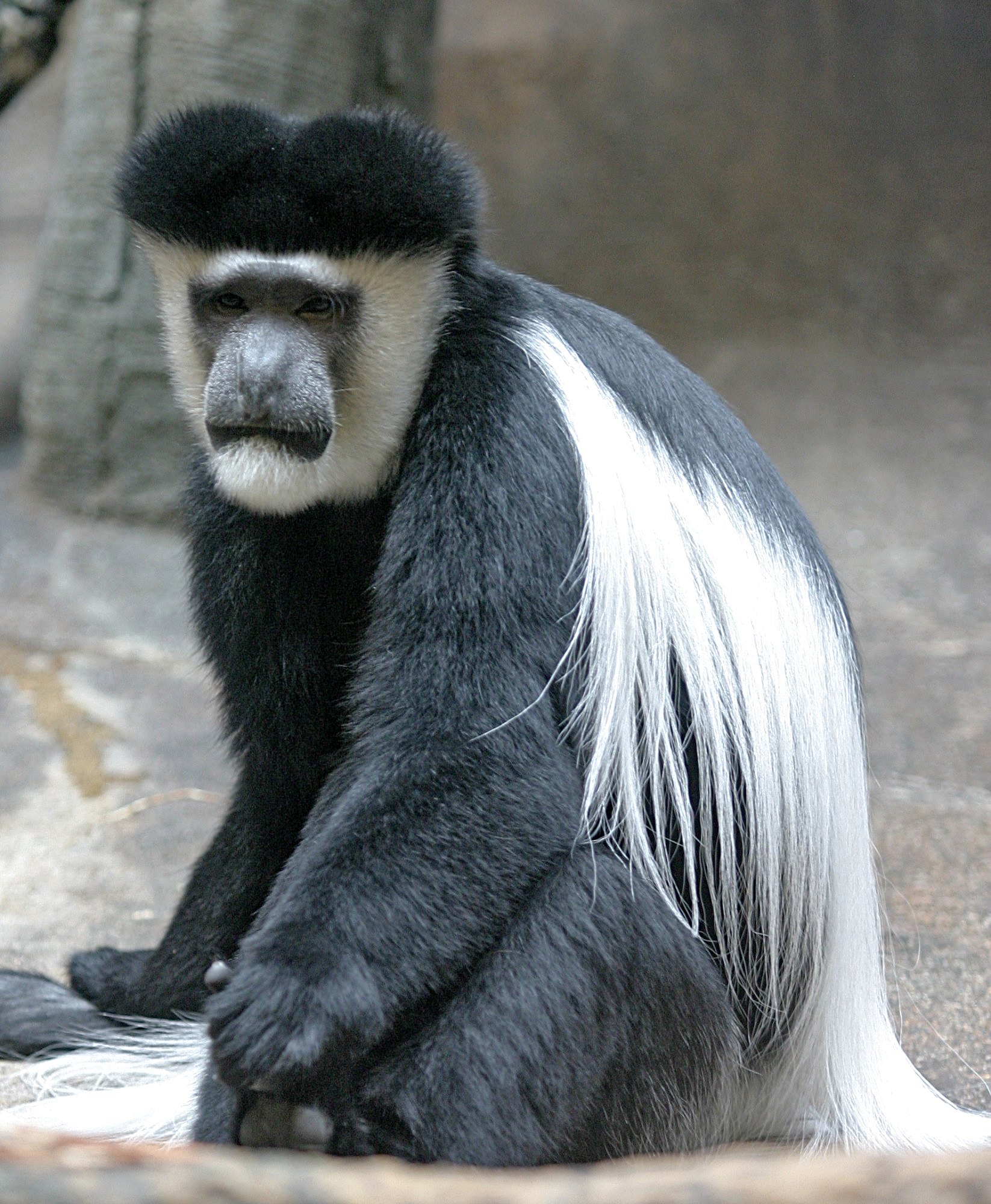
Guereza
(Colobus guereza)

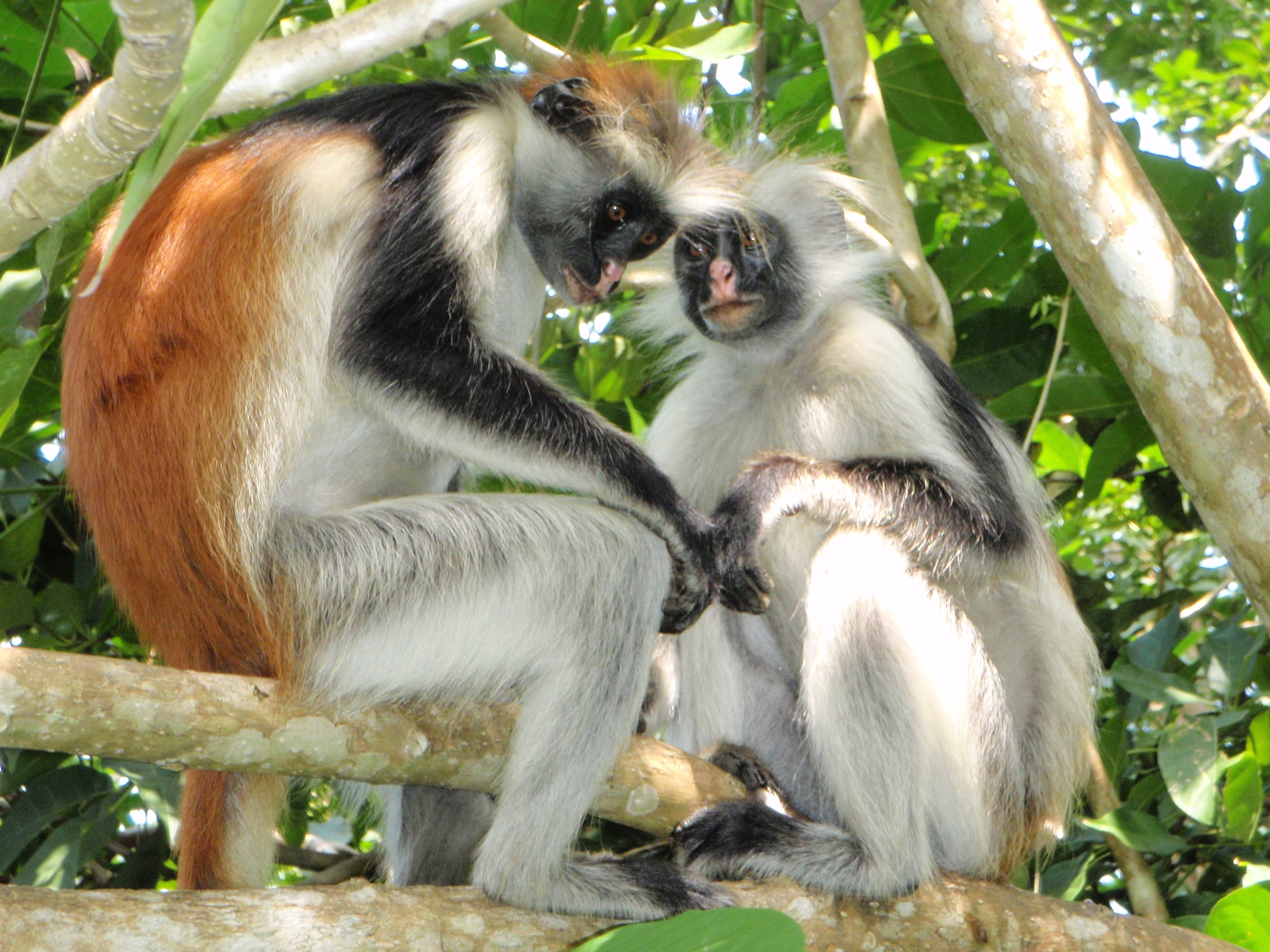
Colobo rosso di Zanzibar
(Piliocolobus kirkii)

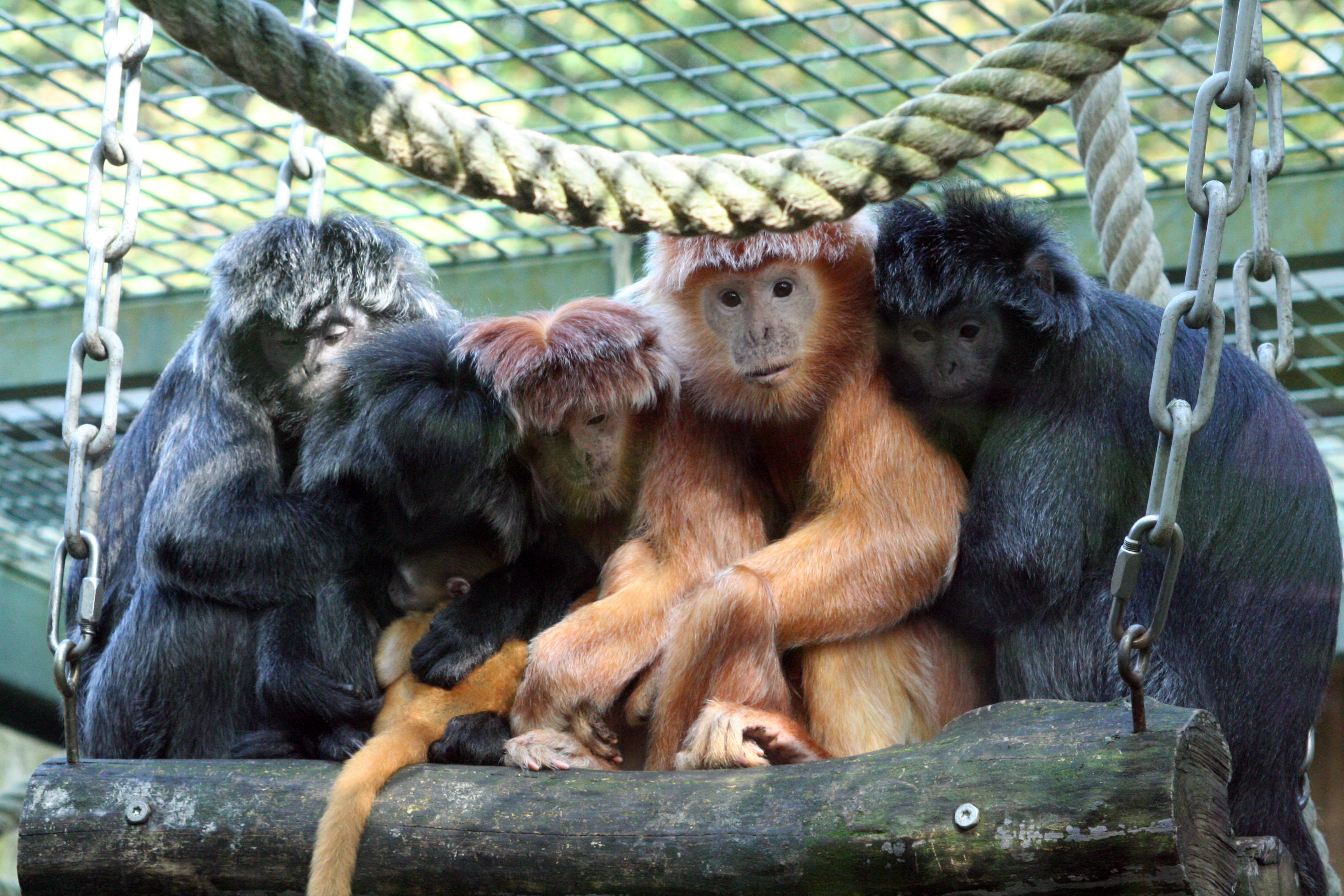
Presbite di Giava
(Trachypithecus auratus)

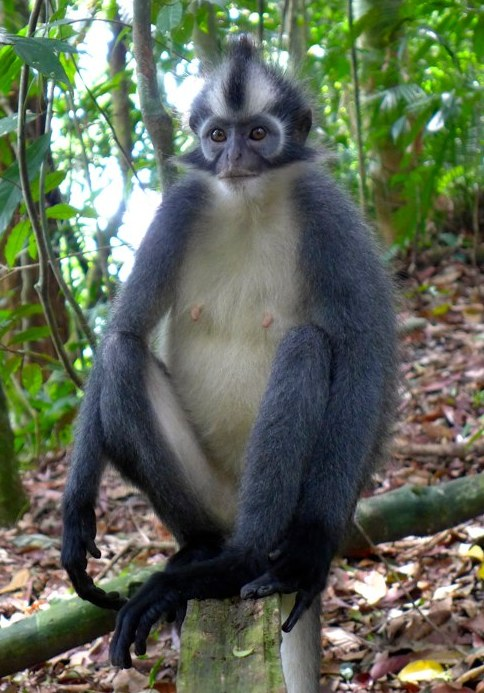
Presbite di Thomas
(Presbytis thomasi)

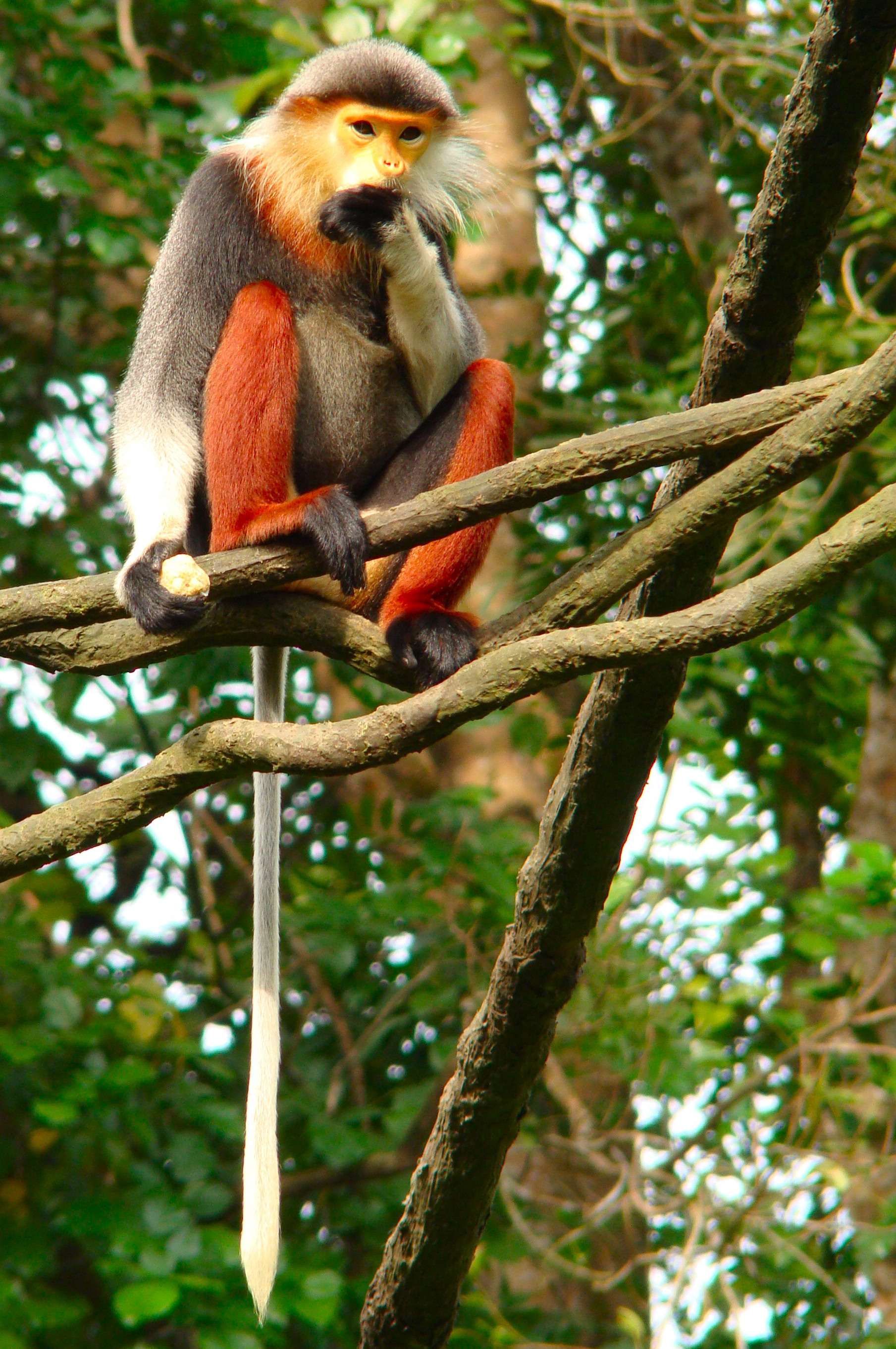
Langur duca
(Pygathrix nemaeus)

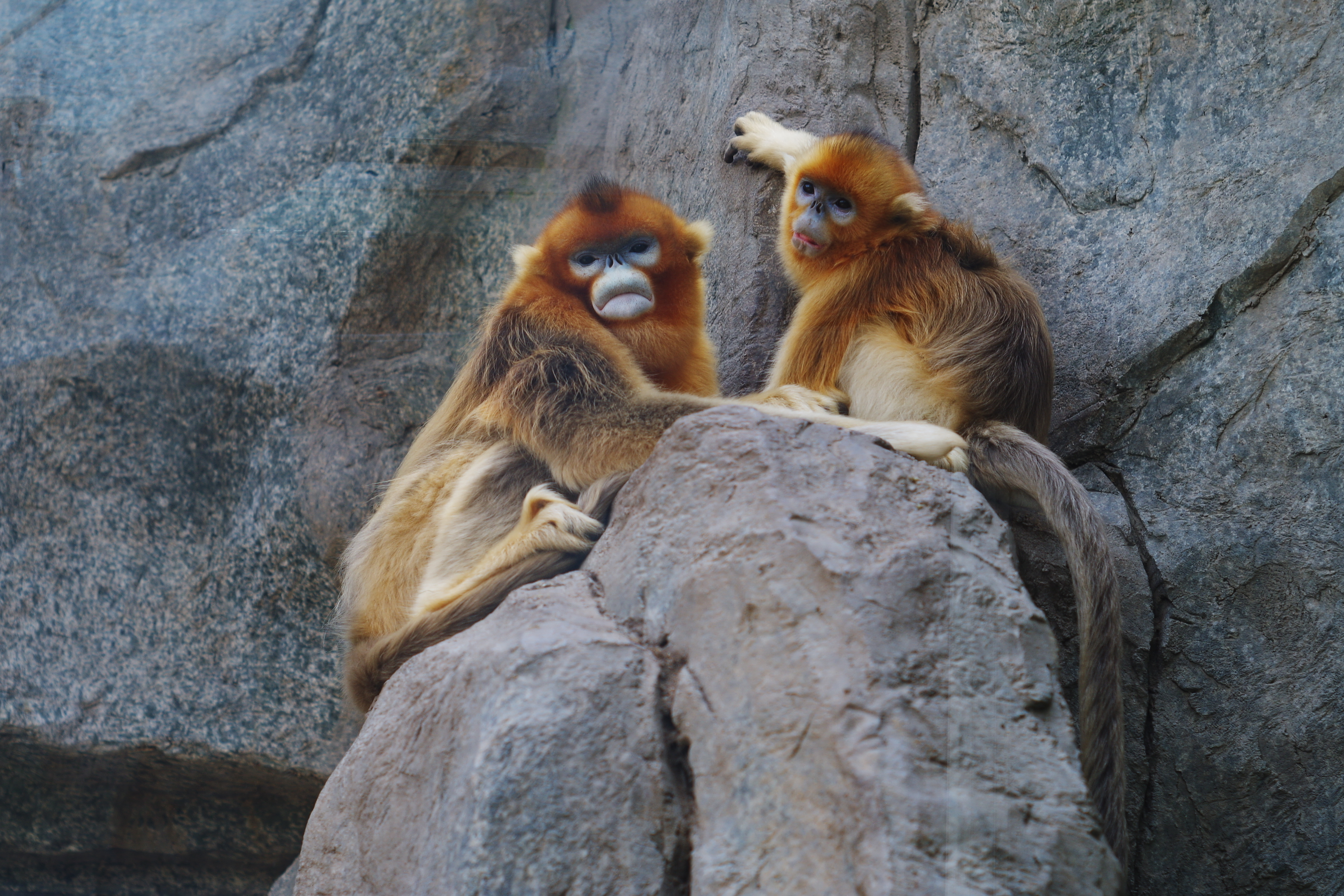
Scimmia naso camuso dorata (Rhinopithecus roxellana)

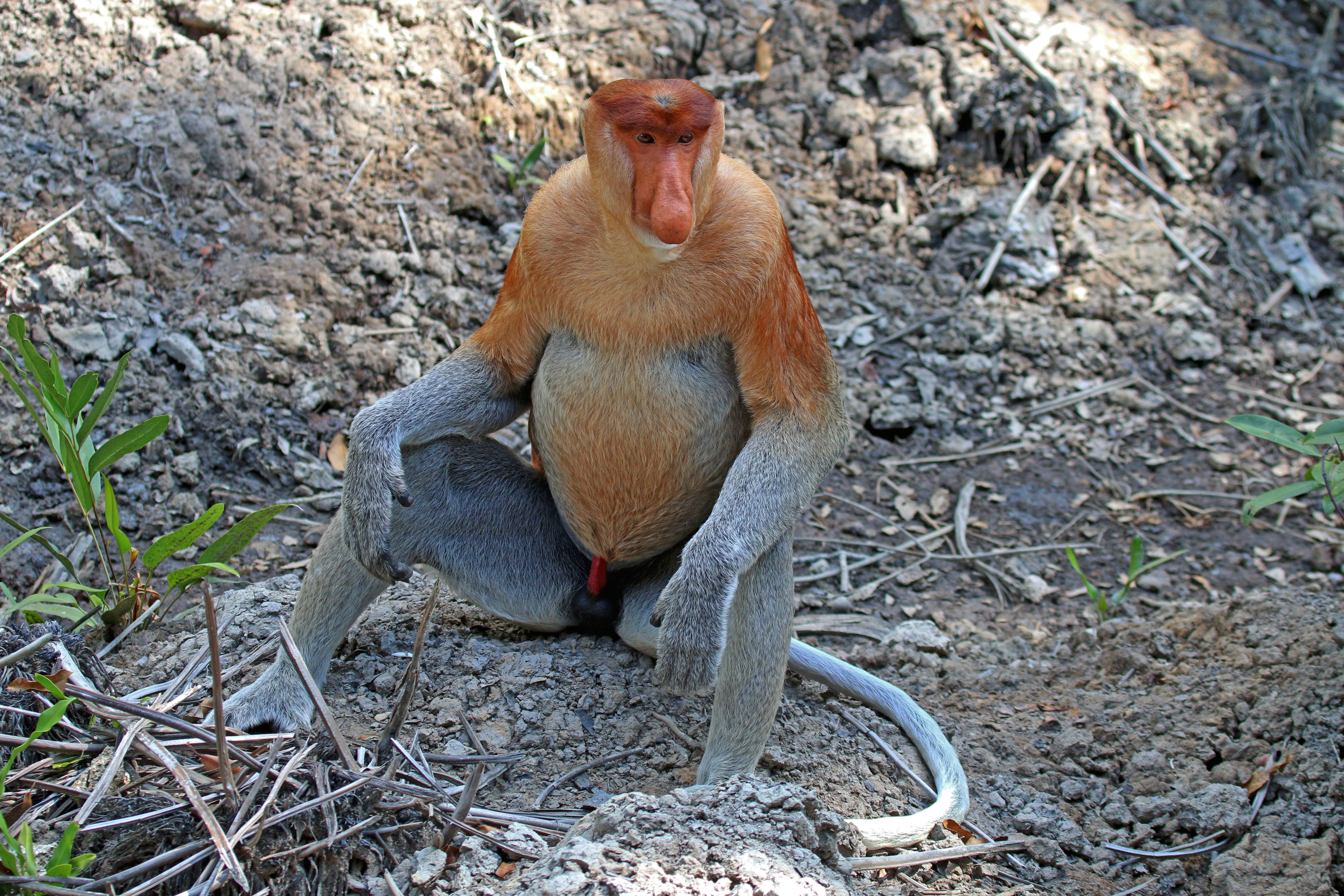
Nasica
(Nasalis larvatus)

        - Colobus angolensis - colobo dell'Angola
        - Colobus guereza - guereza
        - Colobus polykomos - colobo orsino
        - Colobus satanas - colobo nero
        - Colobus vellerosus - colobo velleroso

      - Genere Piliocolobus
        - Piliocolobus badius  - colobo ferruginoso o colobo rosso occidentale
        - Piliocolobus bouvieri  - colobo rosso di Bouvier
        - Piliocolobus epieni  - colobo rosso del delta del Niger
        - Piliocolobus foai  - colobo rosso dell'Africa centrale
        - Piliocolobus gordonorum  - colobo rosso degli Udzungwa o colobo rosso dell'Iringa
        - Piliocolobus kirkii  - colobo rosso di Zanzibar
        - Piliocolobus langi  - colobo rosso del fiume Lualaba
        - Piliocolobus oustaleti  - colobo rosso di Oustalet
        - Piliocolobus parmentieri  - colobo rosso del Lomami
        - Piliocolobus pennantii  - colobo rosso di Pennant
        - Piliocolobus preussi  - colobo rosso di Preuss
        - Piliocolobus rufomitratus  - colobo rosso del Fiume Tana o colobo rosso orientale
        - Piliocolobus semlikiensis  - colobo rosso di Semliki
        - Piliocolobus temminckii  - colobo rosso di Temminck
        - Piliocolobus tephrosceles  - colobo rosso dell'Uganda
        - Piliocolobus tholloni  - colobo rosso di Thollon o colobo rosso dello Tshuapa
        - Piliocolobus waldronae  - colobo rosso di Miss-Waldron

      - Genere Procolobus
        - Procolobus verus - colobo verde

      - † Genere Cercopithecoides

    - Tribù Presbytini
    - Gruppo dei Langur
      - Genere Trachypithecus
        - Trachypithecus auratus - presbite di Giava
        - Trachypithecus barbei - presbite del Tenasserim
        - Trachypithecus cristatus - presbite dalla cresta
        - Trachypithecus delacouri - presbite di Delacour
        - Trachypithecus ebenus - presbite nero indocinese
        - Trachypithecus francoisi - presbite del Tonchino
        - Trachypithecus geei - presbite dorato
        - Trachypithecus germaini - presbite indocinese
        - Trachypithecus hatinhensis - presbite dell'Hatinh
        - Trachypithecus johnii - presbite dei Nilgiri
        - Trachypithecus laotum - presbite del Laos
        - Trachypithecus obscurus - presbite dagli occhiali
        - Trachypithecus phayrei - presbite di Phayre
        - Trachypithecus pileatus - presbite dal ciuffo
        - Trachypithecus poliocephalus - presbite dalla testa bianca
        - Trachypithecus shortridgei - presbite di Shortridge
        - Trachypithecus vetulus - presbite dalla barba bianca

      - Genere Presbytis
        - Presbytis chrysomelas - presbite del Sarawak
        - Presbytis comata - presbite grigio di Giava
        - Presbytis femoralis - presbite della Sonda
        - Presbytis frontata - presbite dalla fronte bianca
        - Presbytis hosei - presbite di Hose
        - Presbytis melalophos - presbite rosso
        - Presbytis natunae - presbite dell'Isola di Natuna
        - Presbytis potenziani - presbite delle Mentawai
        - Presbytis rubicunda - presbite marrone
        - Presbytis siamensis - presbite del Siam
        - Presbytis thomasi - presbite di Thomas

      - Genere Semnopithecus
        - Semnopithecus ajax - entello del Kashmir
        - Semnopithecus entellus - entello delle pianure settentrionali
        - Semnopithecus dussumieri - entello delle pianure meridionali
        - Semnopithecus hector - entello del Tarai
        - Semnopithecus hypoleucos - entello dai piedi neri
        - Semnopithecus priam - entello dal ciuffo
        - Semnopithecus schistaceus - entello del Nepal

    - Gruppo "dal naso strano"
      - Genere Pygathrix
        - Pygathrix cinerea - langur duca dalle gambe grigie
        - Pygathrix nemaeus - langur duca dalle gambe rosse
        - Pygathrix nigripes - langur duca dalle gambe nere

      - Genere Rhinopithecus
        - Rhinopithecus avunculus - rinopiteco del Tonchino
        - Rhinopithecus bieti - rinopiteco bruno
        - Rhinopithecus brelichi - rinopiteco dal mantello bianco
        - Rhinopithecus roxellana - rinopiteco dorato
        - Rhinopithecus strykeri - rinopiteco di Stryker

      - Genere Nasalis
        - Nasalis larvatus - nasica

      - Genere Simias
        - Simias concolor - rinopiteco di Pagai

      - † Genere Mesopithecus